# Ʌ̲́
Cette page contient des caractères spéciaux ou non latins. S’ils s’affichent mal (▯, ?, etc.), consultez la page d’aide Unicode.
Ʌ̲́ (ʌ̲́ en minuscule), appelé V culbuté accent aigu trait souscrit ou V culbuté souligné, est un graphème utilisé dans l’écriture de l’oneida. Il s’agit de la lettre Ʌ diacritée d’un accent aigu et d’un trait souscrit ; trait qui peut s’associer à celui que peut comporter la lettre précédente ou suivante comme si elles étaient soulignées d’un seul trait.

## Utilisation
En oneida, ‹ ʌ̲́ › représente la forme murmurée et accentuée de la même voyelle que ‹ ʌ ›, c’est-à-dire une voyelle mi-ouverte postérieure non arrondie murmurée dans la syllabe avec l’accent tonique.

## Représentations informatiques
Le V culbuté accent aigu trait souscrit peut être représenté avec les caractères Unicode suivants :
- décomposé (latin étendu B, alphabet phonétique international, diacritiques) :

| formes    | représentations | chaînes de caractères | points de code       | descriptions                                                                         |
| --------- | --------------- | --------------------- | -------------------- | ------------------------------------------------------------------------------------ |
| capitale  | Ʌ̲́               | Ʌ◌̲◌́                   | U+0245 U+0332 U+0301 | lettre majuscule latine v culbuté diacritique trait souscrit diacritique accent aigu |
| minuscule | ʌ̲́               | ʌ◌̲◌́                   | U+028C U+0332 U+0301 | lettre minuscule latine v culbuté diacritique trait souscrit diacritique accent aigu |